# Idaea trissorma
Idaea trissorma là một loài bướm đêm trong họ Geometridae.